# Papyrus Oxyrhynchus 6
Papyrus Oxyrhynchus 6 (P. Oxy. 6) ist die Bezeichnung für Fragmente eines Papyruskodex aus dem 5. Jahrhundert. Er enthält Teile aus den pseudepigraphischen Akten des Paulus und der Thekla in griechischer Sprache. Die Blätter waren ursprünglich etwa 73 cm × 67 cm groß und mit kleinen unregelmäßigen Unzialen beschrieben. Der Text weicht teilweise von anderen Fassungen ab.
Die Fragmente wurden 1897 von Arthur Surridge Hunt und Bernard Pyne Grenfell in Oxyrhynchus in Ägypten gefunden und 1898 publiziert. Sie befinden sich in der Cambridge University Library.

## Edition
- Bernard Pyne Grenfell, Arthur Surridge Hunt: The Oxyrhynchus Papyri. Band 1, Egypt Exploration Fund, London 1898, S. 9–10 (online).